# Transpa S.A.
Transpa S.A (Empresa de Transporte de Energía Eléctrica por Distribución Troncal de la Patagonia Sociedad Anónima) es una de las seis compañías regionales transportistas de energía eléctrica del sistema de distribución troncal (STDT). La firma está compuesta en un 51% por acciones privadas, en un 6% por el Estado Nacional y el 33% restante corresponde a la provincia de Chubut. Las empresas Aluar y Camuzzi también tienen participación accionaria en Transpa S.A. El presidente del directorio de la compañía es Pietro Mazzolini y el gerente general Fernando Guerra. Su directorio está compuesto además por los directores titulares Juan Nicolás Murphy, el director de asuntos corporativos de Aluar Daniel Klainer, el integrante de la Federación Chubutense de Cooperativas de Servicios Públicos Fabricio Petrakosky, el exministro de economía Alejandro Garzonio, el secretario privado de gobernación Alejandro Sandilo, Pablo Hourbeigt y el secretario general de Luz y Fuerza, Rogelio González.
Fue fundada en diciembre de 1993 y su locación se ubica en la ciudad de Trelew, Chubut.